# Pink Moon (film, 2022)
Pour plus de détails, voir Fiche technique et Distribution.
Pink Moon est un film slovéno-néerlandais réalisé par Floor van der Meulen, sorti en 2022 au festival du film de Tribeca.

## Synopsis
Jan, veuf et père de deux enfants, annonce, lors d'une réunion de famille, qu'il a décidé de mettre fin à ses jours par suicide assisté. À 75 ans et toujours en bonne santé, il argumente ne pas vouloir un jour devenir à la charge de ses enfants et de la société. Si son fils semble, la stupeur passée, se ranger à la volonté de son père, sa fille, Iris, ne peut se résoudre à cette fatalité. Elle tente dans un premier temps de le dissuader, mais Jan montre une détermination sans faille. Iris décide alors de louer un chalet difficile d'accès dans la montagne, et de s'imposer un long tête-à-tête avec son père pour essayer de comprendre. Elle lui demande ce qu'il aimerait faire qu'il eût rêvé avant de partir. Il lui répond que seule l'envie d'en finir l'anime, car il lui est impossible de surmonter la disparition de la mère de ses enfants. Le jour fatidique, une petite fête est donnée dans la maison familiale. Après le départ des invités, Jan s'installe dans le salon vidé et prépare le poison fatal. Iris décide de rentrer dans la pièce et d'assister au départ de son père.

## Fiche technique
- Titre original : Pink Moon
- Titre international : Pink Moon
- Réalisation : Floor van der Meulen
- Scénario : Bastiaan Kroeger
- Musique : Ricardo Klaverdijk
- Décors : Tim Balk
- Costumes : Monica Petit
- Photographie : Emo Weemhoff
- Son : Vincent Sinceretti
- Montage : Peter R. Adam (de)
- Producteur : Koji Nelissen, Derk-Jan Warrink
- Société de production : KeplerFilm
- Sociétés de distribution : September Film
- Pays de production :  Slovénie,  Pays-Bas
- Langue originale : Néerlandais
- Format : couleur — 2,00 : 1 — son Dolby Surround 7.1
- Genre : drame
- Durée : 95 minutes
- Dates de sortie : 
  - États-Unis : avril 2022 (Festival du film de Tribeca)
  - Pays-Bas : 8 septembre 2022
  - Arte : 1er décembre 2024

## Distribution
- Julia Akkermans (nl) : Iris
- Johan Leysen : Jan
- Eelco Smits : Ivan
- Anniek Pheifer : Elisabeth
- Sinem Kavus (nl) : Laura
- May Ortega : la fille de Laura
- Lolu Ajayi : Adrien
- Mariana Aparicio Torres : la personne intéressée pour l'achat de la maison
- Glenn Coenen (nl) : barman
- Noor Croes : Keet
- Jenny Hsia : Emily
- Loek Willemsen : Noah
- Bruno Prent (nl) : Aidan
- Claire Schuyffel : Sady
- Jaap Spijkers : Hans
- Urmie Plein (nl) : la patronne d'Iris
- Sara Luna Zoric : patronne du fast-food
- Ruben de Goede : patron de la friperie
- Gusta Geleijnse : employée de la friperie
- Jolanda van den Berg (nl) : mère de l'employée de la friperie
- Ama Tarenskeen : fille de l'employée de la friperie
- Jolyne van Aalst : Lola le bébé
- Zazie Kroeger : Lola le bébé
- Les invités à la fête de Jan : Doris Bartels, Trudie Hendriks, Gregor ten Holder, Peter Koene, Haiko van der Sol, Hennie Spronk, Lode Flore, Maria Louridtz, Marjo Leupers et Wilma van Oenen.

## Autour du film
Il s'agit du premier long métrage de la réalisatrice  néerlandaise Floor van der Meulen. 
Dans une interview, la réalisatrice explique que la réaction du public reste divisée sur la question. Quand un public plus âgé semble compréhensif sur la décision du père, une autre partie du public, souvent plus jeune, est plus sensiblement révolté en le qualifiant d'« égoïste », ce qui pose la question sur la liberté individuelle ou la responsabilité des parents envers leurs enfants.

## Bande-son
| Titre                          | Interprète                  | Compositeur                                                | Éditeur                            |
| ------------------------------ | --------------------------- | ---------------------------------------------------------- | ---------------------------------- |
| Shot Down                      | The Sonics                  | Gerald W. Roslie                                           | 1966 Etiquette Records             |
| Better Off Alone               | Alice Deejay                | Eelke Kalberg, Sebastiaan Molijn                           | 1999 Violent Records               |
| Cause                          | Sixto Rodriguez             | Sixto Rodriguez                                            | 1971 UMG Recordings                |
| I'm Not a Loser                | Amyl and the Sniffers       | Calum Newton, Bryce Wilson, Amy Taylor, Declan Mehrtens    | 2017 Damaged Goods Records         |
| Dreams (Will Come Alive)       | 2 Brothers on the 4th Floor | Bobby Boer, Martin Boer                                    | 1994 Lowland Records               |
| Southern Nights                | Allen Toussaint             | Allen Toussaint                                            | 1975 Reprise Records               |
| Dancing in the Moonlight       | Wulf (en)                   | Sherman Kelly                                              | 2021 Jens Munnik                   |
| Oh Me, I'm Never               | Shitkid (sv)                | Åsa Söderqvist                                             | 2017 PNKSLM Recordings             |
| Time in a Bottle               | Jim Croce                   | Jim Croce                                                  | 1972 Infectious Music (en)         |
| Who Knows Where the Time Goes? | Sandy Denny                 | Sandy Denny                                                | 1987 Island Records                |
| Va t'en loin                   | Liesbeth List               | Maurice Vidalin, Gilbert Bécaud                            | 1965 Mercury Records               |
| How Can We Hang on to a Dream  | Tim Hardin                  | Tim Hardin                                                 | 1966 Universal Records             |
| It Feels So Good               | Sonia Clarke                | Graeme Pleeth, Simon Belofsky, Linus Burdick, Sonia Clarke | 1998 Altra Moda                    |
| Zašto još volim te             | Luminize (nl)               | Stjepko Galović, Daniel Gibson, Han Kooreneef              | 2015 Luminize Music                |
| Magnolia                       | J.J. Cale                   | J.J. Cale                                                  | 1972 Universal International Music |

## Sources
- Slovenian Film Database
- Urban sales, Pink Moon (en)
- Internet Movie Database (en)
- Festival Artekino 2024, Pink Moon
- Tribeca film, International Narrative Competition (en)